# Берли, Кей
Кей Элизабет Берли (урождённая МакГуррин; англ. Kay Elizabeth Burley; род. 17 декабря 1960) — английская телеведущая канала Sky News, где где у неё так же есть одноимённая утренняя программа «Кей Берли». Ранее она работала на местном радио BBC, на телевидении Тайн Тис и TV-am.

## Биография

### Ранний период жизни
Кей Берли родилась 17 декабря 1960 года и выросла в Бич-Хилл, Уиган, Ланкашир, в семье рабочих картонной фабрике. Она училась в средней школе Уитли.
Кей Берли начала свою карьеру репортёра в 17 лет, работая в газете Wigan Evening Post and Chronicle.

### Радиовещательная карьера

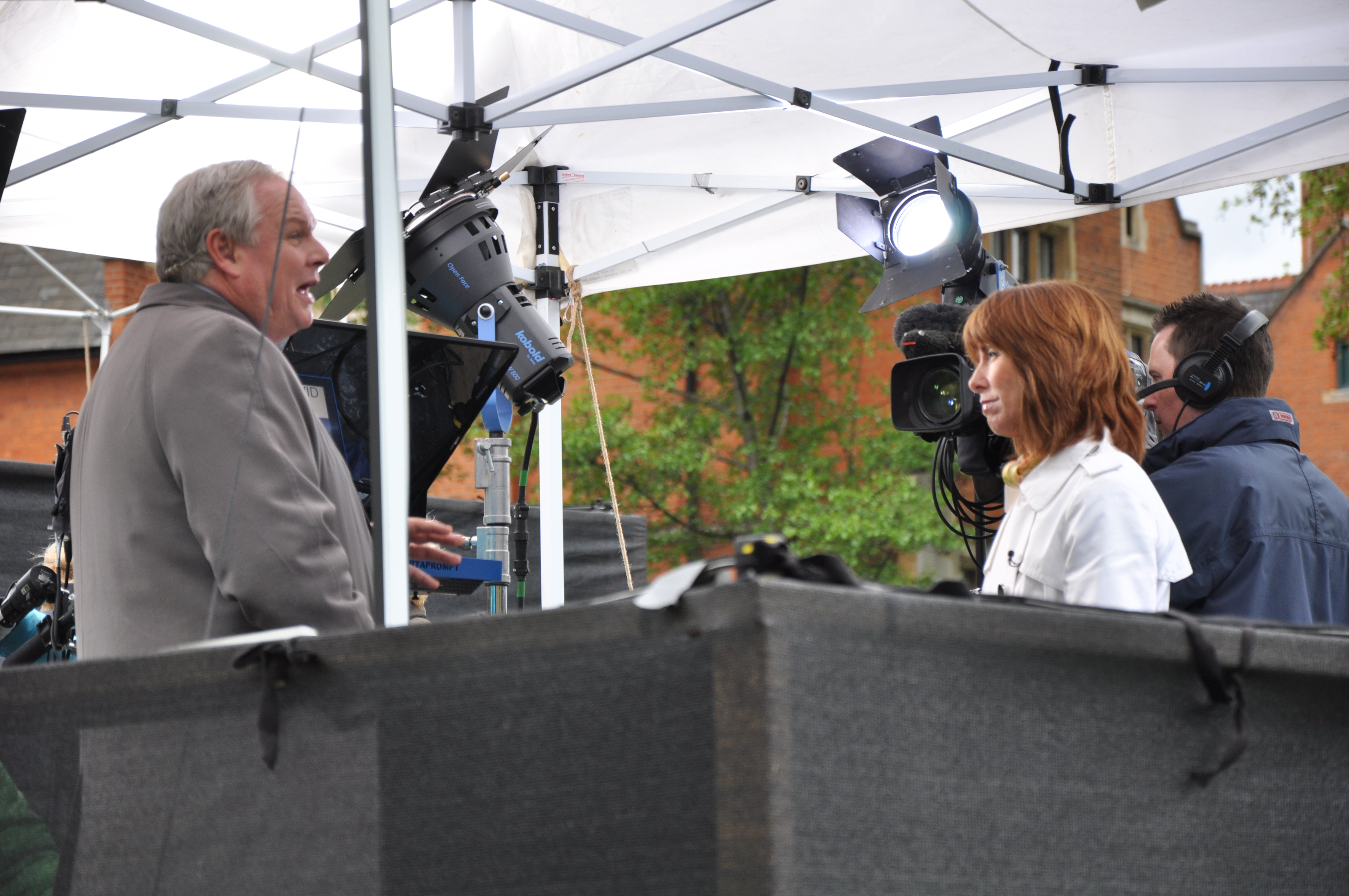
Кей Берли вместе с Адамом Бултоном представляет Sky News во время всеобщих выборов 2010 года

Кей Берли работала на местном радио BBC и на телевидении Тайн Тис, прежде чем присоединиться к TV-am в 1985 году в качестве репортёра и время от исполняющего работу диктора новостей. С 1987 года она вела первый час TV-am, заменяя Кэролайн Райтон и Энн Даймонд во время их декретного отпуска.
Кей Берли была принята на работу Эндрю Нилом, и присоединилась к Sky Television, запустив развлекательный канал Sky One в ноябре 1988 года со своим собственным документальным фильмом «Спутниковая революция». В 1988 году она перешла на только что созданный канал Sky News.

### Спорные заявления

#### 2008—2009
В интервью 2008 года с бывшей девушкой серийного убийцы Стива Райта Кей Берли раскритиковали за то, что она спросил её, не совершил ли бы он преступления, если бы у пары была лучшая сексуальная жизнь.
На фотографиях 2008 года видно, как Кей Берли душит фотографа Кирсти Вигглсворт возле слушаний по Наоми Кэмпбелл, что представитель Sky News объяснил тем, что «Кей Берли была спровоцирована сильным ударом камеры по лицу». Но Associated Press сообщило: «Кирсти абсолютно уверена, что это не она тот человек, который ударил г-жу Берли камерой. Она стала жертвой неспровоцированного и непростительного нападения».

#### 2010—2011
Во время всеобщих выборов 2010 года интервью Берли с участником предвыборной кампании Дэвидом Бэббсом из организации «38 градусов» подверглось критике за «предвзятость и агрессивное поведение».

#### 2012—2015
5 октября 2012 года Кей Берли обвинили в бесчувственности после того, как она сообщила в прямом эфире новость о вероятной смерти пропавшей пятилетней Эйприл Джонс волонтерам, которые помогали в её поисках. Опрошенные не знали, что дело переросло в расследование убийства.

#### 2015 — настоящее время
В октябре 2023 года компания Sky News выступила с опровержением после того, как Кей Берли несколько раз неверно процитировал посла Палестины в Соединённом Королевстве Хусама Зомлота, сказав, что «Израиль этого ждал», что создало обманчивое впечатление, будто Хусама Зомлота считал, что Израиль заслуживал вторжения. Её утверждения привели к 1537 жалобам Ofcom.
23 ноября 2023 года Кей Берли отметила, что переговорщик по решению обмена заложников считает, что Израиль готов освободить 150 палестинских заключенных в обмен всего на 50 израильских заложников потому, что Израиль «не думает, что жизни палестинцев ценятся так высоко, как жизни израильтянин». Пресс-секретарь Министерства иностранных дел Илон Леви ответил, что: «Это невероятное обвинение. Если бы мы могли освободить одного заключенного за каждого похищенного, мы бы это сделали», и добавил, что «мы действуем в ужасных условиях». Илон Леви так же напомнил, что похищенные из Израиля — невинные жертвы если сравнить с освобожденными террористами, с кровью на руках.

## Публикации
Первый роман Кей Берли «Первые леди» был опубликован 12 мая 2011 года. Книга представляет собой эротический роман, действие которого происходит в медиа-индустрии, включая телевизионные новости. Один рецензент назвал его «напыщенной кашей», которая даже не настолько плоха, чтобы быть хорошей: «К сожалению, эта книга, с её ужасным комическим моментом, полным отсутствием иронии, бессмысленными отступлениями, скучным сюжетом и полным отсутствием каких-либо интересных персонажей, является настолько ошеломляющей, настолько ужасной, что это просто плохо».
Ещё один роман Берли, «Предательство», был опубликован в мае 2012 года.

## Личная жизнь
В 2018 году Кей Берли участвовала в программе «Охота на знаменитостей» на канале Channel 4 в предпоследнем эпизоде.
В интервью The Telegraph Кей Берли сказала, что она заядлая альпинистка.
Кей Берли является католиком.